# Николаус фон Щадион
Николаус фон Щадион (на немски: Nikolaus von Stadion; † 1507) е от старата благородническа швабска фамилия „фон Щадион“ от Оберщадион в Баден-Вюртемберг.

## Произход
Той е вторият син на Панкрац фон Щадион († 1467) и съпругата му Агнес фон Лаубенберг, дъщеря на Йос фон Лаубенберг и Маргарета фон Вайлер. Внук е на Конрад фон Щадгун († 1439?) и Аделхайд Флек фон Шмихен († сл. 1436).
Родът „фон Щадион“ изчезва по мъжка линия през 1908 г.

## Фамилия
Николаус фон Щадион се жени за Агнес фон Гюлтлинген, дъщеря на Херман фон Гюлтлинген и Бригита фон Щайн. Те имат четири деца:
- Кристоф фон Щадион (* март 1478, Шелклинген, Баден-Вюртемберг; † 15 април 1543, Нюрнберг), епископ на Аугсбург (1517 – 1543)
- Йохан фон Щадион († сл. 4 януари 1537), женен Агнес Щайн фон Райхенщайн, дъщеря на Бернхард Щаин фон Райхенщайн и фрайин Анна фон Хоенщофелн; имат 12 деца
- Николаус фон Щадион († сл. 1513)
- Агата фон Щадион, омъжена за Бернхард Шенк фон Винтерщетен.